# Gissi

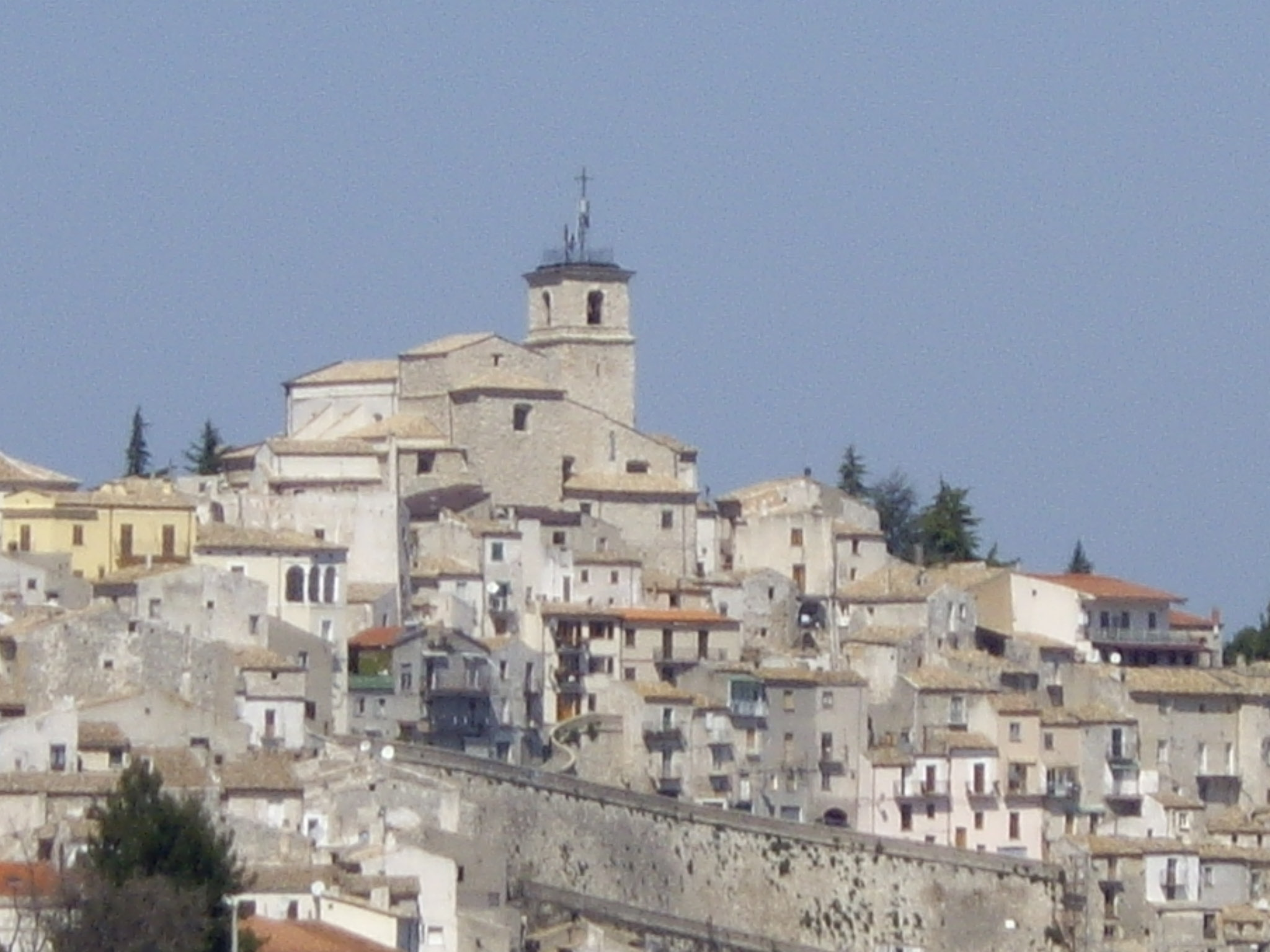
Gissi

Gissi ist eine italienische Gemeinde (comune) mit 2445 Einwohnern (Stand 31. Dezember 2023) in der Provinz Chieti in den Abruzzen. Die Gemeinde liegt etwa 48 Kilometer südsüdöstlich von Chieti am Sinello.

## Geschichte
Der Ort wird erstmals 1039 urkundlich erwähnt.

## Weinbau
In der Gemeinde werden Reben der Sorte Montepulciano für den DOC-Wein Montepulciano d’Abruzzo angebaut.